# Miguel Ruiz González
Miguel David Ruiz González (Caracas, 20 dicembre 1990) è un cestista venezuelano.

## Carriera
Con il Venezuela ha disputato i Giochi olimpici di Rio de Janeiro 2016, i Campionati mondiali del 2019 e due edizioni dei Campionati americani (2015, 2017).